# Lá chuối

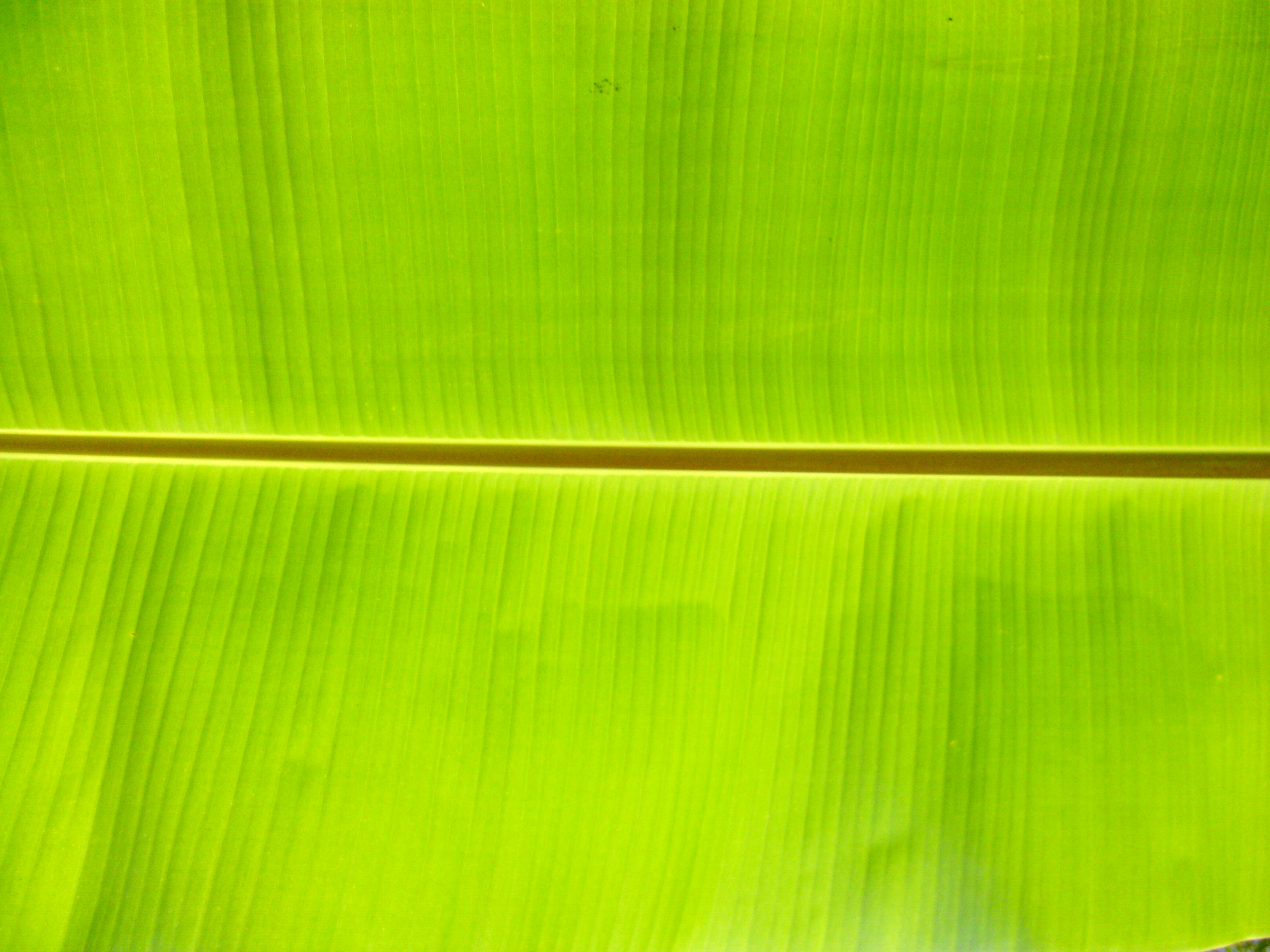
Lá chuối

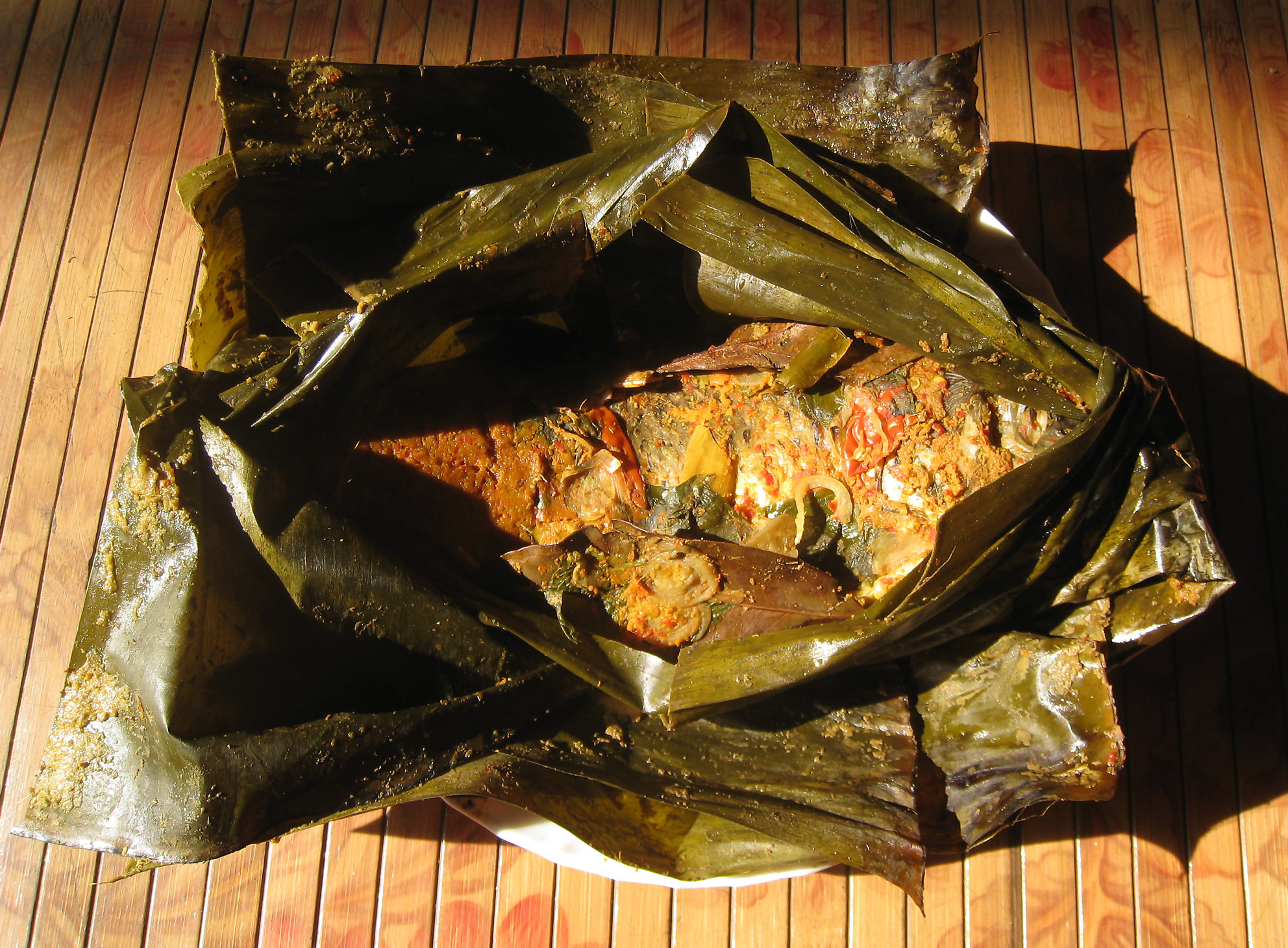
Carp pepes, cá chép nấu với gia vị trong lá chuối.

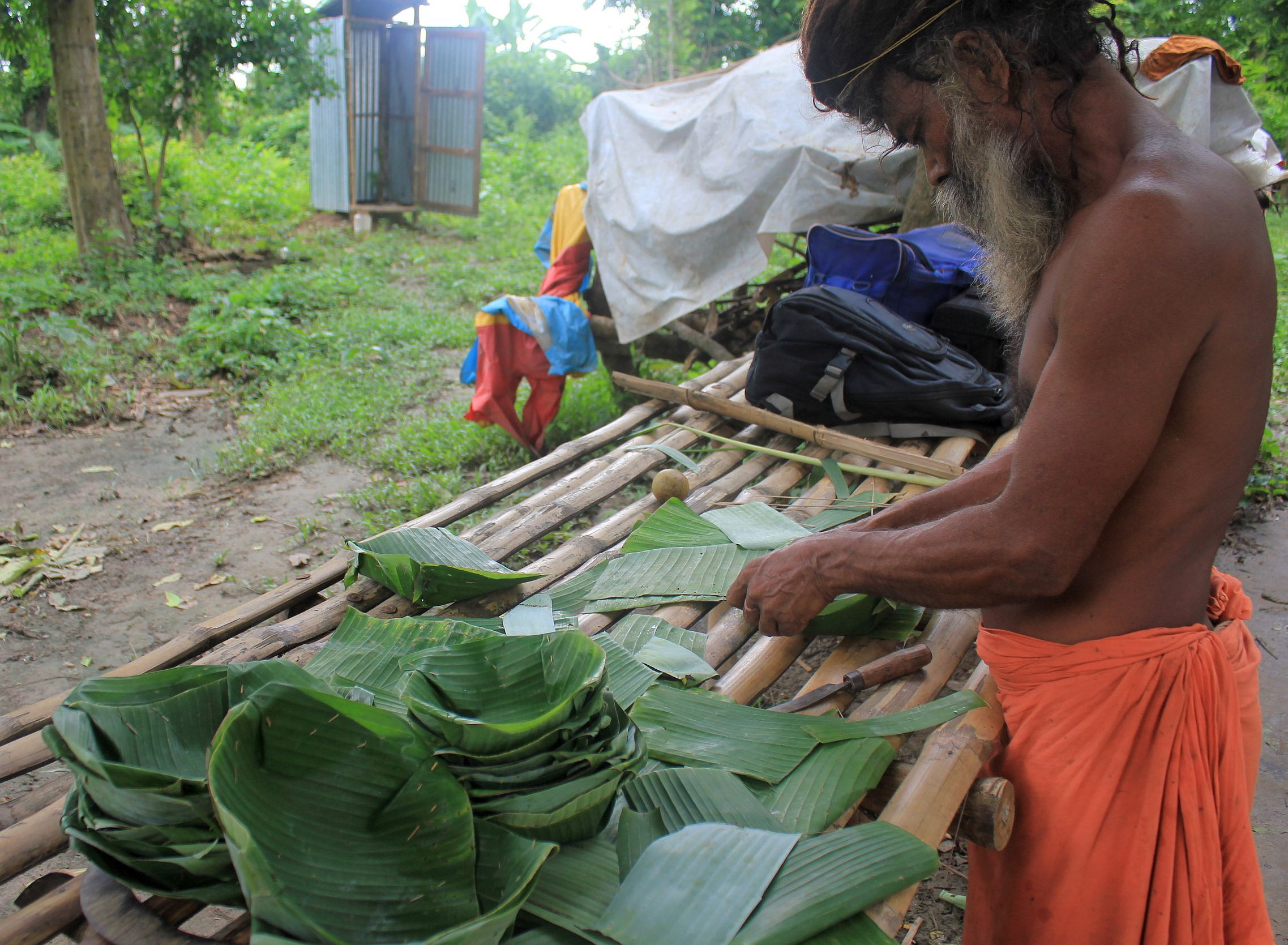
Làm tấm lá chuối thay thế nhựa như một giải pháp chống lãng phí

Lá chuối là lá của cây chuối, có thể ra đến 40 lá trong một chu kỳ sinh trưởng. Lá có nhiều ứng dụng vì chúng lớn, dẻo, không thấm nước và có tính trang trí. Chúng được sử dụng để nấu, gói, và chế biến món ăn trong một loạt các món ăn ở khu vực nhiệt đới và cận nhiệt đới. Chúng được sử dụng cho mục đích trang trí và biểu tượng trong nhiều nghi lễ của đạo Hindu và đạo Phật. Trong xây nhà truyền thống ở các khu vực nhiệt đới, mái nhà và hàng rào được lợp bằng lá chuối khô. Trong lịch sử, lá chuối và lá cọ là những bề mặt để viết chữ chính ở nhiều quốc gia Nam và Đông Nam Á.